# Żyżemscy
Żyżemscy, rzadziej Żiżemscy herbu własnego – litewski ród kniaziowski (książęcy), pochodzenia ruskiego, zamieszkujący tereny dawnej Rzeczypospolitej. Żyżemscy są gałęzią dynastii Rurykowiczów i ich linii panującej nad księstwem smoleńskim.

## Etymologia nazwiska
Żyżemscy wzięli swe nazwisko od miejscowości Żyżma nad rzeką Żyżmą w dawnym powiecie lidzkim.

## Historia
Bezpośrednim protoplastą kniaziów Żyżemskich był kniaź Hleb Światosławowicz, syn wielkiego księcia smoleńskiego Światosława Iwanowicza (zm. 1386), który został wywieziony na Litwę w charakterze zakładnika razem ze swoimi dwoma synami (kniaziami Dymitrem i Iwanem Hlebowiczami) po zdobyciu Smoleńska przez Witolda w 1395 r. Starszy z braci pozostał w niej na zawsze, dając życie – według Józefa Wolffa za rodosłownymi – dwóm synom o imieniu Iwan. Starszemy z nich przezywany był „Mancz” (od niego idą kniaziowie Żyżemscy), młodszy natomiast przezywany był „Szach” (od niego kniaziowie Szachowiczowie).
Wojciech Wijuk Kojałowicz twierdził, że rodzina ta używała herbu przedstawiającego lwa stojącego na tylnych nogach, Tadeusz Gajl wymienia herb własny rodziny Żyżemskich pod nazwą Żyżemski .
Kniaziowie Żyżemscy sprawowali liczne urzędy w Rzeczypospolitej Obojga Narodów oraz wchodzili w związki z innymi możnymi rodami przede wszystkim Wielkiego Księstwa Litewskiego. Ich udokumentowana genealogia jest wyprowadzona do drugiej połowy XVII w.
Józef Wolff znał szereg osób o tym nazwisku, żyjących na przełomie XVII i XVIII w., jednakże nie udało mu się stwierdzić stosunku pokrewieństwa z główną linią rodu. W związku z tym nie można jednoznacznie powiedzieć, czy ród wygasł.